# Stolbur
Le stolbur est une  maladie bactérienne  des plantes due à des bactéries de la classe des  mollicutes, les  phytoplasmes.
Ils sont transmis par des insectes vecteurs, le plus souvent des cicadelles (Macrosteles sp., Empoasca sp., Hyalesthes sp.), mais parfois aussi par une plante parasite, la cuscute.
Les maladies du type stolbur affectent en particulier la pomme de terre, la tomate, la lavande ou la vigne (maladie du bois noir).
L'agent pathogène ne contamine pas la semence ; il se maintient dans des plantes réservoirs (cuscute, tomate, aubergine, jusquiame, belladone, datura, liseron, etc.) pour servir d’inoculum.